# فاجعه: زندگی من به عنوان یک احمق
فاجعه: زندگی من به عنوان یک احمق (به انگلیسی: Trainwreck: My Life as an Idiot) یا بازنده آمریکایی (به انگلیسی: American Loser) فیلمی محصول سال ۲۰۰۷ و به کارگردانی تاد هریسون ویلیامز است. در این فیلم بازیگرانی همچون شان ویلیام اسکات، جف گارلین، گرچن مول، دیردری اوکانل، دنی اوهر، کوین کانوی، چارلی تاهان، تونیه پاتانو و آدریان مارتینز ایفای نقش کرده‌اند.